# Winchester Repeating Arms Company
La Winchester Repeating Arms Company (in precedenza New Haven Arms Company) è una fabbrica di armi statunitense. Divenne particolarmente famosa per aver creato un'ampia gamma di fucili a ripetizione, come la carabina Winchester.
Assunse il nuovo nome poco dopo l'introduzione della nuova carabina Winchester modello 1866. Alcuni dipendenti della stessa società se ne distaccarono per fondare nel 1981 la U.S. Repeating Arms Company.

## Storia
Fondata nel 1866 da Oliver Winchester, dalla New Haven Arms Company creata dallo stesso Winchester nel 1855, dichiarò bancarotta nel 1989 venendo acquisita da Fabrique Nationale. Nel 2006 è stato chiuso lo stabilimento in New Haven, Connecticut dove, per 140 anni, sono state prodotte le carabine omonime.
Tra le carabine a leva Winchester più famose si ricordano i Winchester Model 1866, detto "Yellow Boy" per via del castello in ottone lucido, Winchester Model 1873, primo modello con castello in acciaio e percussione centrale, da cui derivò il Winchester Model 1876 primo modello di grande potenza, e successivamente i modelli progettati da John Browning ovvero il Winchester Model 1886 e il suo derivato Winchester Model 1892, il Winchester 1894 che è rimasto in produzione per oltre un secolo, il Winchester Model 1895 che a differenza dei precedenti aveva il serbatoio centrale e sparava munizioni di tipo militare, e che fu uno dei fucili preferiti di Theodore Roosevelt. Produceva anche modelli a canna liscia, il Winchester Mod. 1887/1901 a leva, Winchester Model 1893/1897 e il Winchester Model 1912 a pompa.
Nel 2006 venne diffusa la notizia che la Winchester chiudeva i battenti: la notizia era infondata tanto che nell'anno successivo sulle riviste di armi compariva la pubblicità di un nuovo modello di carabina semiautomatica prodotta dalla casa di New Haven. Nel 2008 FN, la controllante belga, ha annunciato che la produzione del fucile modello 70 ricomincerà nella sua fabbrica a Columbia, nella Carolina del Sud.